# Языки VSO
Языком VSO (англ. Verb-Subject-Object language) в лингвистической типологии называют такой язык, в котором базовым порядком составляющих (также употребляется термин «базовый порядок слов») является порядок «сказуемое — подлежащее — объект». Термины «подлежащее» (англ. subject) и «объект» (англ. object) в данном случае используются не строго, но для обозначения агентивного и пациентивного участников ситуации.
Для определения базового порядка составляющих используются следующие критерии: прагматическая (а также фонетическая, морфологическая и синтаксическая) нейтральность и частотность в корпусах текстов. Кроме того, предложения из выборки, на основе которой делается вывод, должны быть синтаксически независимыми (а не придаточными), декларативными (повествовательными) и содержащими полные аргументные именные группы (а не местоимения, при которых порядок может отличаться). Подробнее см. статью Типология порядка слов.

## Языки с базовым порядком VSO
Из 1377 языков, включенных на данный момент в карту Всемирного атласа языковых структур под номером 81А, порядок VSO наблюдается в 95 языках; языки VSO и VOS оказываются в этой выборке намного более малочисленными, чем языки SVO и SOV. По данным атласа, языки VSO представлены везде, за исключением континентальной части Евразии и Австралии. Среди европейских языков порядок VSO отмечают только в кельтских языках (ирландском, валлийском, шотландском). Другими примерами таких языков могут служить кабильский язык (Северная Африка), масайский язык (Восточная Африка), шомпенский язык (Малайский архипелаг), гавайский язык (Океания), чатино (Мезоамерика), ирландский язык (Британские острова) и др. Например, в ирландском:
| (1) | Léann                      | [na | sagairt]   | [na | leabhair]. |
|     | читают                     | DEF | священники | DEF | книги      |
|     | V                          | S   |            | O   |            |
|     | 'Священники читают книги'. |     |            |     |            |

В литературном арабском языке (страны Ближнего Востока и Северной Африки):
| (2) | yaqraʼu                 | l-mudarrisu | l-kitāba |
|     | читает                  | учитель     | книгу    |
|     | V                       | S           | O        |
|     | 'Учитель читает книгу'. |             |          |

В языке нухалк (Британская Колумбия, Канада):
| (3) | sp̓is                               | tiʔimlktx | tistntx |
|     | ударил                             | мужчина   | дерево  |
|     | V                                  | S         | O       |
|     | 'Мужчина ударил дерево [топором]'. |           |         |

В языке себуано (Филиппины):
| (4) | Mitan-aw                           | akog | telebisyon | kagabii.    |
|     | смотрел                            | я    | телевизор  | вчера ночью |
|     | V                                  | S    | O          |             |
|     | 'Вчера ночью я смотрел телевизор'. |      |            |             |

В языке чаморро (Марианские острова):
| (5) | Ha-fa’gasi           | [si | Juan] | [i  | kareta] |
|     | помыл                | PND | Хуан  | DEF | машину  |
|     | V                    | S   |       | O   |         |
|     | 'Хуан помыл машину'. |     |       |     |         |

Несмотря на то, что карта объединяет все перечисленные и многие другие языки в один класс, реальное синтаксическое поведение в каждом языке может различаться, например, данная классификация не проводит различие между языками со строгим и свободным порядком, объединяя их под один из шести типов. Кроме того, до сих пор не было получено общепризнанных результатов, которые бы показали типологическое сходство языков VSO, выходящее за рамки этого параметра, хотя авторы методики утверждают, что на основании распределения языков по шести (семи, если включать языки с несколькими базовыми порядками) классам можно делать определённые статистические выводы.

## VSO и другие порядки и типологии
Для некоторых языков определение базового порядка составляющих по методике, описанной выше, невозможно, поэтому во Всемирном атласе языковых структур существует отдельная карта для языков, в которых выделяются два доминирующих порядка. Среди них две группы (VSO или VOS и SVO или VSO) включают рассматриваемый порядок. К первым относятся, например, фиджийский язык (Фиджи) и язык мовима (Боливия), ко вторым — греческий язык или сирийские диалекты арабского языка. Такая типология ещё менее точна ввиду очевидного увеличения количества различий между языками, попадающими в один класс.

В ирландском в качестве исключения глагол-связка is берёт порядок VOS в качестве прямого:
| (1) | Is                     | [cathair mhór] | [í seo]. |   |  |
|     | (есть)                 | большой город  | это      |   |  |
|     | V                      | O              |          | S |  |
|     | 'Это - большой город'. |                |          |   |  |

Кроме того, следует упомянуть альтернативные классификации языков, также проведенные М. Драйером: типологии порядка глагола и субъекта и типологии порядка глагола и объекта. Согласно первой классификации языки VOS относятся к типу VS (то есть с постпозицией субъекта) представленном в выборке Всемирного атласа языковых структур значительно реже, чем тип с препозицией субъекта—соотношение 194/1193. Если говорить о второй из названных классификаций, то она определяет языки VOS как языки правого ветвления VO, которые, по данным атласа, настолько же частотны, как и языки левого ветвления OV.

### на русском языке
- Журинская М. А. Типологическая классификация языков (рус.) // Лингвистический энциклопедический словарь. Гл. ред. В. Н. Ярцева.. — М.: Советская энциклопедия, 1990. — С. 511—512.

### на английском языке
- Dryer, Matthew S. Order of Object and Verb (англ.) // Dryer, Matthew S. & Haspelmath, Martin (eds.) The World Atlas of Language Structures Online. — Leipzig: Max Planck Institute for Evolutionary Anthropology, 2013a.
- Dryer, Matthew S. Order of Subject and Verb (англ.) // Dryer, Matthew S. & Haspelmath, Martin (eds.) The World Atlas of Language Structures Online. — Leipzig: Max Planck Institute for Evolutionary Anthropology, 2013b.
- Dryer, Matthew S. Order of Subject, Object and Verb (англ.) // Dryer, Matthew S. & Haspelmath, Martin (eds.) The World Atlas of Language Structures Online. — Leipzig: Max Planck Institute for Evolutionary Anthropology, 2013c.
- Greenberg, Joseph H. Some Universals of Grammar with Particular Reference to the Order of Meaningful Elements (англ.) // Greenberg, Joseph H. (ed.), Universals of Human Language. — Cambridge, Mass: MIT Press., 1963. — С. 73—113.